# Balschwiller
Balschwiller (en alsacià Bàlschwíller) és un municipi francès, situat a la regió del Gran Est, al departament de l'Alt Rin. L'any 1999 tenia 762 habitants.

## Demografia
| 1962 | 1968 | 1975 | 1982 | 1990 | 1999 |
| ---- | ---- | ---- | ---- | ---- | ---- |
| 529  | 553  | 542  | 600  | 699  | 762  |

## Administració
| Període   | Identitat              | Partit |
| --------- | ---------------------- | ------ |
| 2001-2008 | Monique Karcher        |        |
| 2008-     | Jean-Marie Schnoebelen |        |